# مایکل کتس
 مایکل کتس (انگلیسی: Michael Cates؛ زاده ۵ مه ۱۹۶۱) یک فیزیک‌دان اهل بریتانیا است.